# 戈登火山
62°08′N 143°48′W / 62.13°N 143.8°W

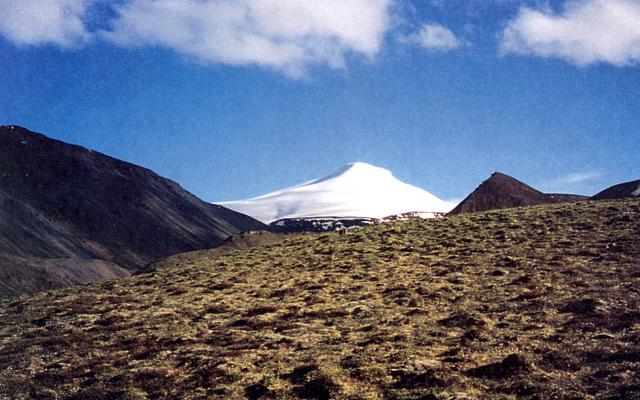

戈登火山是美國的火山，由阿拉斯加州負責管轄，屬於蘭格爾山脈的一部分，海拔高度2,755米，該火山估計在更新世至全新世時期形成。